# Hyllus sansibaricus
Hyllus sansibaricus là một loài nhện trong họ Salticidae.
Loài này thuộc chi Hyllus. Hyllus sansibaricus được Carl Friedrich Roewer miêu tả năm 1951.